# Сарильюш-Пекенуш
Сарильюш-Пекенуш (порт. Sarilhos Pequenos) — район (фрегезия) в Португалии, входит в округ Сетубал. Является составной частью муниципалитета Мойта. Находится в составе крупной городской агломерации Большой Лиссабон. По старому административному делению входил в провинцию Эштремадура. Входит в экономико-статистический субрегион Полуостров Сетубал, который входит в Лиссабонский регион. Население составляет 1049 человек на 2001 год. Занимает площадь 3,79 км².